# Balônia (gens)
A gens Balonia ou Balônia foi uma obscura família plebeia em Roma antiga. Nenhum membro desta gens é mencionado por escritores antigos, mas vários são conhecidos a partir de inscrições.

## Origem
O nomen Balonius pertence a uma classe de gentilícias formadas usando o sufixo -onius, originalmente aplicado a cognomina que terminam em -o, mas mais tarde usado como um sufixo regular de formação gentil, sem considerar a ortografia da raiz. Esses nomina tendiam a ser de origem plebeia e eram frequentemente osca. Balonius pode ser derivado do cognome Bala, possivelmente do latim balare, "balir", que significa "varrer". A grafia Bellonius, encontrada em algumas inscrições, sugere uma possível derivação de Bellona, a deusa da guerra, embora as duas formas também possam ter se desenvolvido independentemente.

## Prenomes
Os principais praenomina dos Balonii eram Aulo, Caio e Marco, todos comuns ao longo da história romana. Outros nomes usados por esta gens incluíam Cneu e Lúcio, que também eram comuns, e Numério, que era relativamente incomum e muito mais distintivo.

## Membros
- Balonia, senhora do escravo Filemon, junto com Balonius, provavelmente seu irmão, de acordo com uma inscrição de Casilinum em Campânia, datada de 98 a.C.[2]
- Balonius, senhor do escravo Filemon, junto com Balonia, provavelmente sua irmã, de acordo com uma inscrição de Casilinum, datada de 98 a.C.[2]
- Aulus Balonius A. l. Diphilus, um liberto em Roma que deu um pote a Pâmphilo em algum momento no final do primeiro século a.C. ou início do primeiro século d.C.[3]
- Gaius Balonius, um dos duumviri quinquennales em Furfana na Apúlia, junto com Quintus Appaeus, nomeado em uma inscrição datada entre 10 a.C. e 30 d.C.[4]
- Bellonius Secundus, enterrado no atual local de Radovljica (Eslovênia), à época parte de Pannonia Superior, no primeiro ou segundo século.[5]
- Balonius Marcellus, nomeado em uma inscrição de Saguntum em Hispânia Citerior, datada do final do primeiro ou início do segundo século, junto com Balonius Marcianus e Balonius Severus.[6]
- Balonius Marcianus, nomeado em uma inscrição do final do primeiro ou início do segundo século de Saguntum, junto com Balonius Marcellus e Balonius Severus.[6]
- Balonius Severus, nomeado em uma inscrição do final do primeiro ou início do segundo século de Saguntum, junto com Balonius Marcellus e Balonius Marcianus.[6]
- Marcus Ballonius M. f. Paullus, natural de Mutina na Gália Cisalpina, foi soldado na décima coorte da Guarda Pretoriana, no século de Fronto. Ele foi enterrado em Roma na primeira metade do segundo século, aos trinta e seis anos, tendo servido por nove anos.[7]
- Balonia Helias, enterrada em Canusium na Apúlia, em um túmulo do segundo século dedicado por seu irmão, Balonius Priscus.[8]
- Marcus Balonius M. l. Lariscus, um liberto empregado como lanarius, ou trabalhador de lã, e coactiliarius, ou fabricante de feltro, que dedicou um túmulo do segundo século em Roma à sua esposa, Balonia Livittiana.[9]
- Balonius Priscus, dedicou um túmulo do segundo século em Canusium à sua irmã, Balonia Helias.[8]
- Lucius Bellonius Marcus, fez uma oferta a Mercúrio em um santuário localizado no atual local de Obrigheim, anteriormente parte de Germania Superior, datada da segunda metade do segundo século ou da primeira metade do terceiro.[10]
- Gaius Bolonius Maximus, enterrado em Emona na Pannonia Superior, em um túmulo dedicado por sua esposa, Aurelia Bona, datado do final do segundo ou início do terceiro século.[11]
- Belonius, dedicou um túmulo do quarto século em Roma para sua esposa, Othonia Felicissima.[12]

### Balonii não datados
- Balonia, enterrada em Casinum na Campânia, junto com Balonius Pudens.[13]
- Aulus Balonius, mencionado em uma inscrição fragmentária de Roma, aparentemente referente a um liberto de sua esposa.[14]
- Gaius Balonius, nomeado em uma inscrição de Roma, dando a data como Kalendas de Maio.[15]
- Balonia A. l. Chila, uma liberta enterrada em Roma, junto com Aulus Balonius Dio, Balonia Nice e Quintus Roscius Philargurus.[16]
- Numerius Balonius Dardanus, provavelmente o liberto de Numerius Balonius Faustus, que construiu um sepulcro em Roma para Dardanus e Balonia Secunda, sua liberta.[17]
- Aulus Balonius A. l. Dio, um liberto enterrado em Roma, junto com Balonia Chila, Balonia Nice e Quintus Roscius Philargurus.[16]
- Marcus Bullonius Euhodus, um oficial na Legio I Minervia, nomeado em uma inscrição de Roma.[18]
- Numerius Balonius Faustus, construiu um túmulo em Roma para sua liberta, Balonia Secunda, e Numerius Balonius Dardanus, provavelmente seu liberto.[17]
- Balonia Liberalis, uma jovem enterrada em Roma, com vinte e dois anos, cinco meses e vinte e sete dias, com um monumento dedicado por sua mãe, Balonia Severa.[19]
- Balonia Marcia, enterrada em Nemausus na Gália Narbonense.[20]
- Balonia A. l. Nice, uma liberta enterrada em Roma, junto com Aulus Balonius Dio, Balonia Chila e Quintus Roscius Philargurus.[16]
- Balonia Philematio, enterrada em Casinum.[21]
- Balonius Pudens, enterrado em Casinum, junto com Balonia.[13]
- Balonia N. l. Secunda, a liberta de Numerius Balonius Faustus, foi enterrada em Roma, aos vinte e seis anos, em um túmulo construído por seu antigo mestre, junto com Numerius Balonius Dardanus, provavelmente o liberto de Faustus.[17]
- Balonia Severa, dedicou um túmulo em Roma para sua filha, Balonia Liberalis.[19]
- Lucius Bullonius Severus, fez uma oferta a uma divindade local em Apta Julia na Gália Narbonense.[22]
- Gnaeus Balonius Cn. l. Theogenes, um liberto enterrado em Roma, junto com seu colega liberto, Publius Servilius Agatho, e Servilia Musa.[23]